# Evropská (Praha)

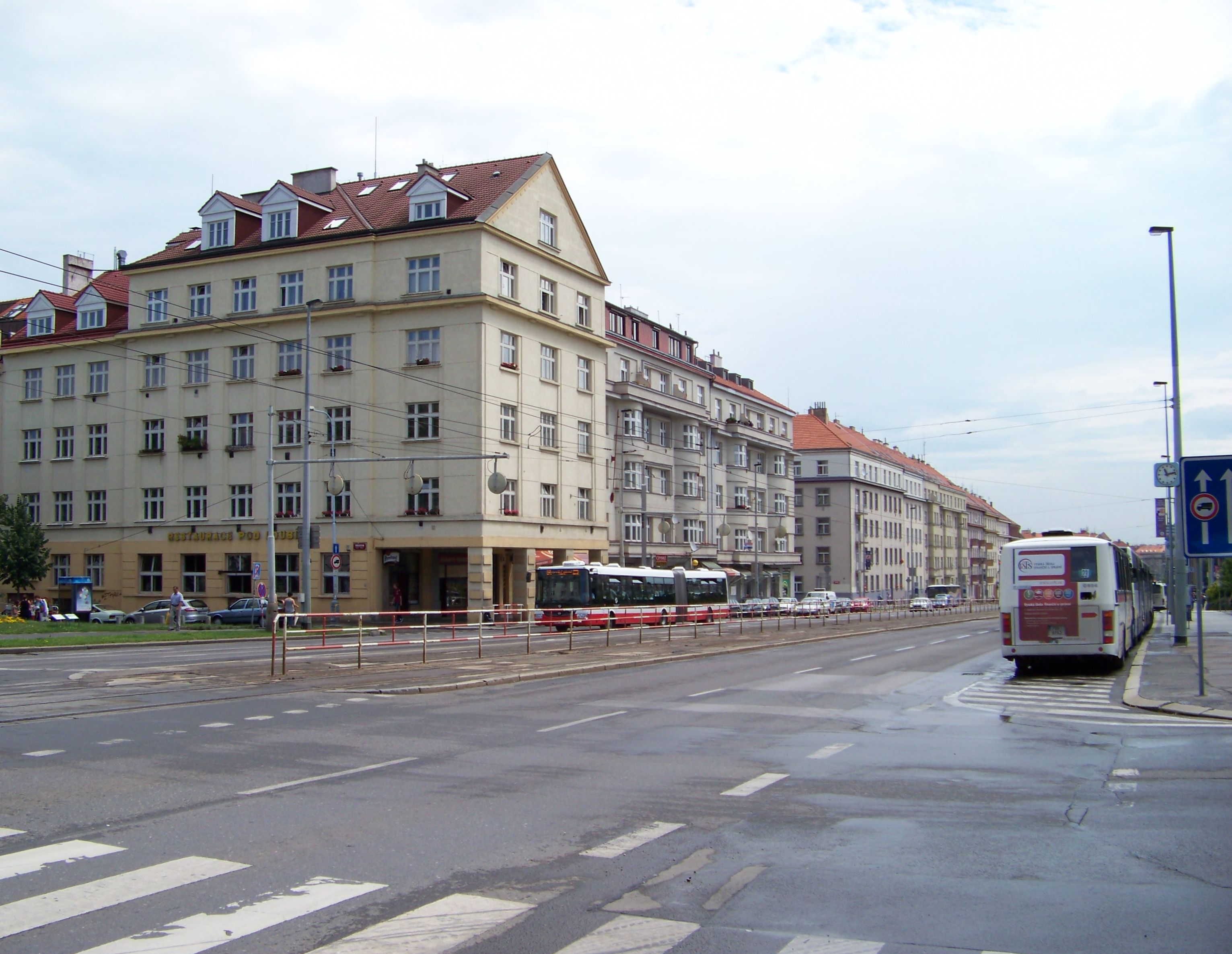
Pohled na ulici od Gymnasijní ulice směrem k Vítěznému náměstí

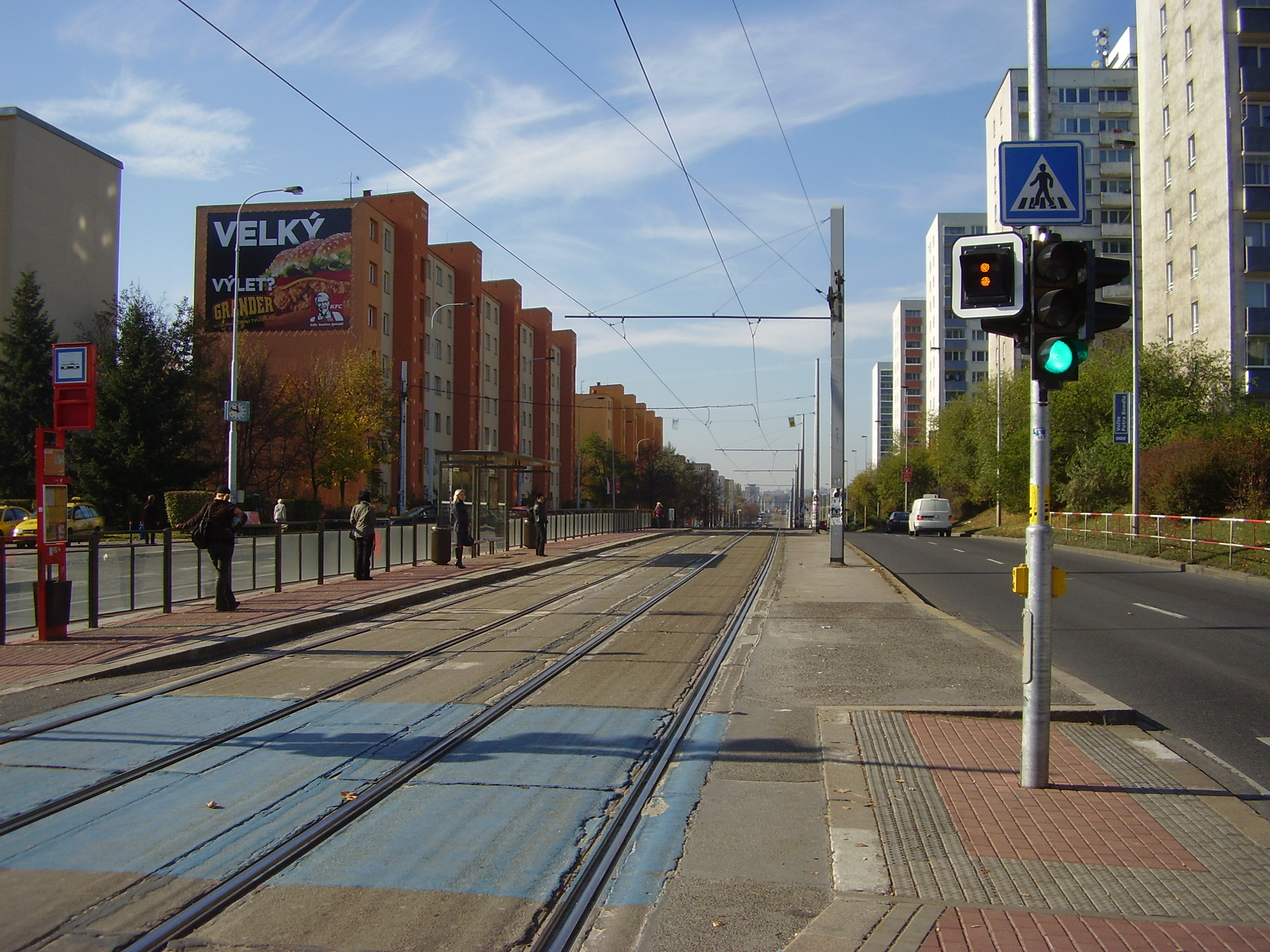
Pohled směrem na západ od Červeného vrchu

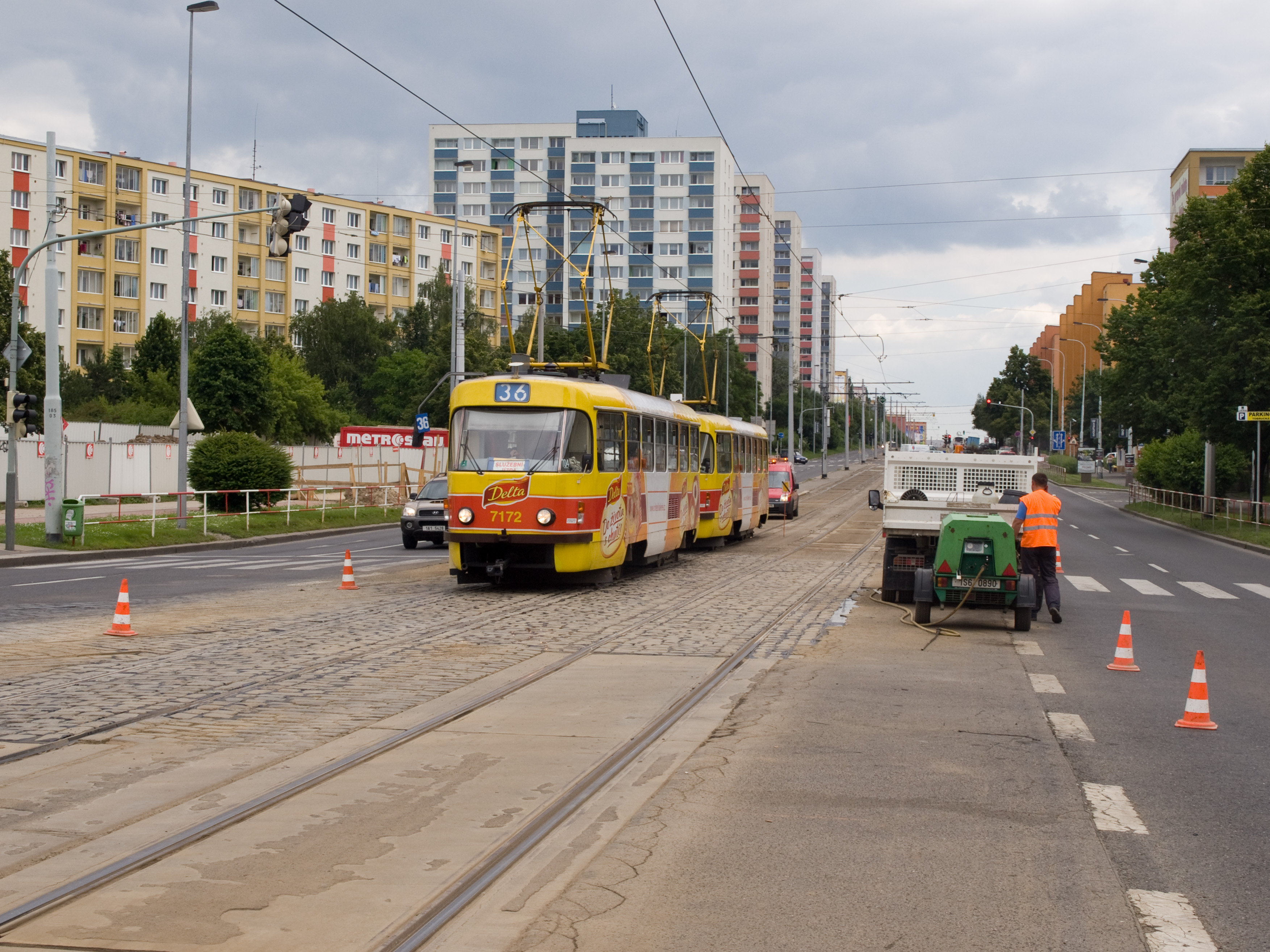
Třída na Červeném Vrchu (pohled směrem k Vítěznému náměstí)

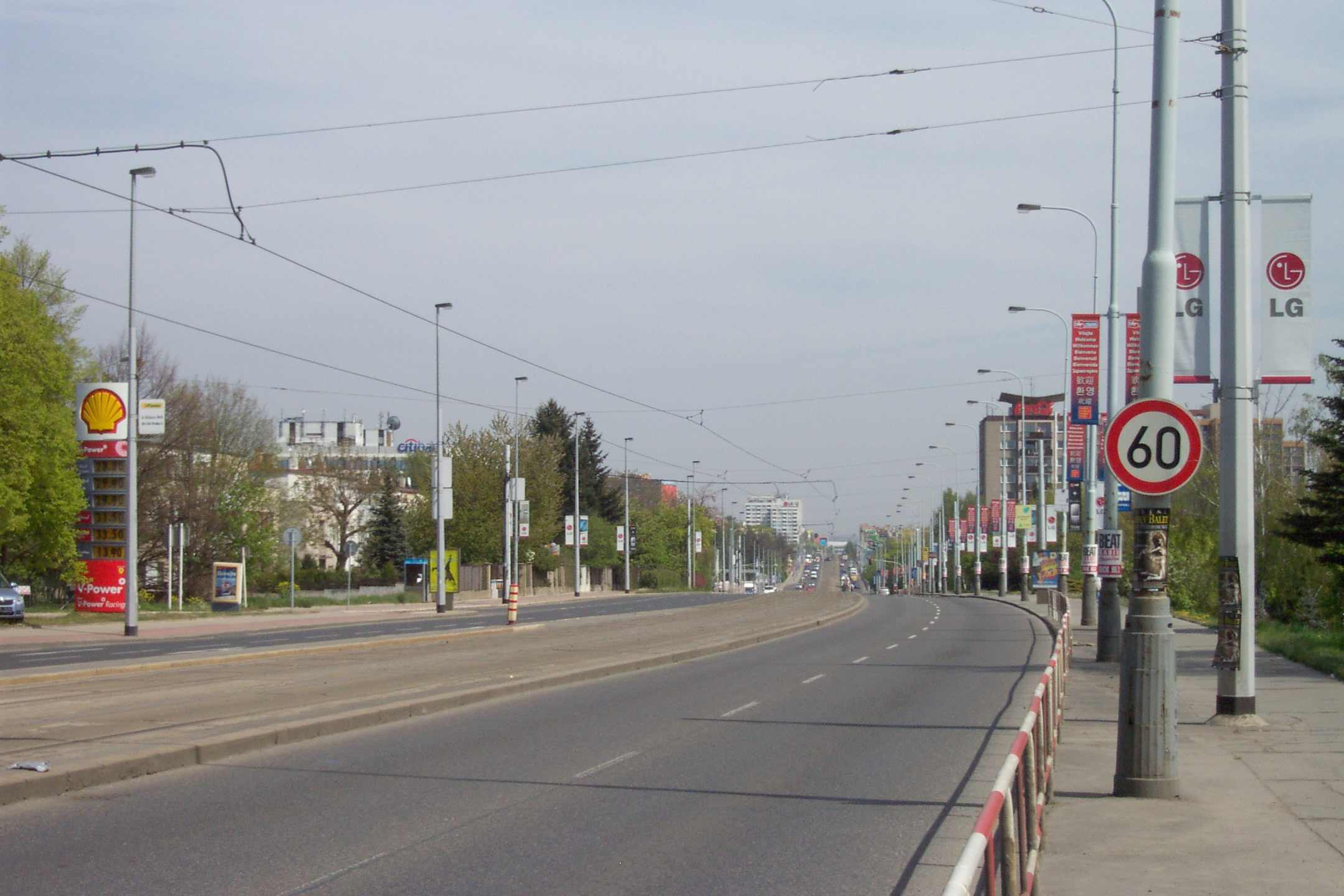
Pohled od Vokovic na východ směrem k Vítěznému náměstí

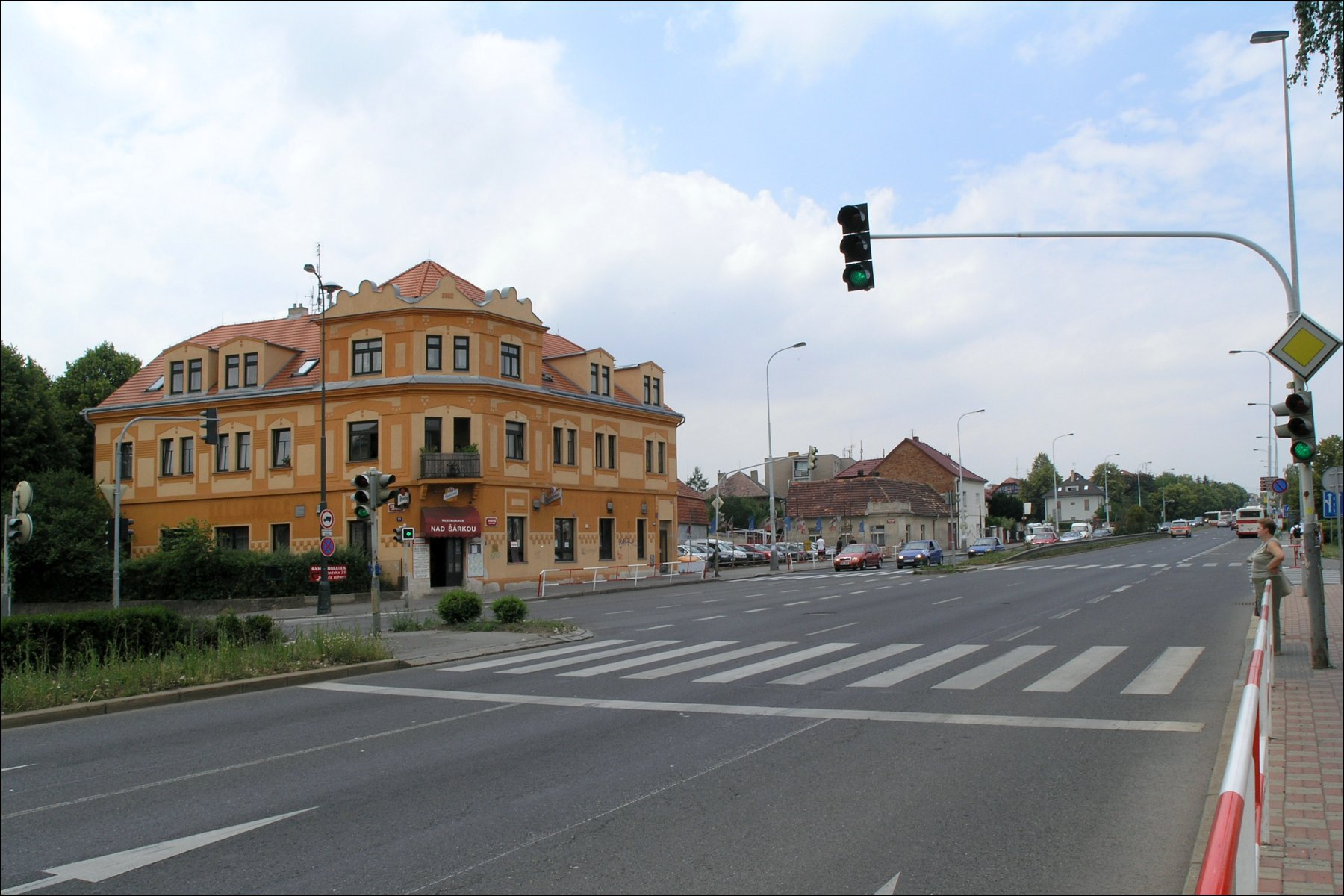
Křižovatka s ulicí Libockou na Divoké Šárce

Evropská třída je ulice v Praze. Prochází přes katastrální území Dejvice, Veleslavín, Vokovice, Liboc a Ruzyně. Začíná v Dejvicích na Vítězném náměstí, odkud směřuje na západ a zajišťuje tak spojení centra města s Letištěm Václava Havla Praha.

## Trasa ulice
Třída vychází z Vítězného náměstí v Dejvicích ve směru na západ, protíná Veleslavín, Vokovice a Liboc a končí na Ruzyni. Na své cestě z ní vybočují ulice Gymnasijní, Starodejvická a Na Pískách, míjí náměstí Bořislavka, dále z ní vybočují ulice Horoměřická, Vokovická, Libocká, Vlastina a Drnovská. Ulice končí volným přechodem v ulici K Letišti, v místě mimoúrovňového křížení s Pražským okruhem v oblasti Dlouhá míle.
Zhruba ve stejné trase je vedena linka metra A, přímo na ulici se nacházejí dvě stanice, Bořislavka a Nádraží Veleslavín. Třída má po celé své délce oba jízdní směry odděleny středovým pásem, v němž je od Vítězného náměstí po Divokou Šárku vedena tramvajová trať.

## Historie a názvy
Ulice se nachází v místech historické silnice do Velvar, která začínala v místech dnešního Vítězného náměstí a vedla po trase dnešní třídy až po křižovatku s ulicí Horoměřická, odkud pokračovala po trase této ulice směrem na Jenerálku. Zhruba před rokem 1910 nesla část této komunikace v úseku mezi Hadovkou a Bořislavkou pojmenování Veleslavínova. Toto své první pojmenování nesla ulice až do roku 1925, kdy byla ulice prodloužena až k Vítěznému náměstí a spojena s ulicí Dejvickou. Do roku 1932 byla již celá tato nově vzniklá komunikace označována jako Dejvická.
Část této tehdejší Dejvické ulice od Vítězného náměstí k Horoměřické byla v roce 1932 pojmenována jako Velvarská. Roku 1946 došlo k jejímu přejmenování na Žukovova, na počest sovětského vojenského velitele z druhé světové války, Georgije Konstantinoviče Žukova. Toto pojmenování nesla ulice až do roku 1962, kdy byla přejmenována zpět na předchozí pojmenování Velvarská. Tento název si ulice udržela dalších pět let. Ve stejné době došlo k vybudování nové komunikace Na Červeném Vrchu, která propojila Velvarskou ulici s ulicí Kladenskou. Ulice Kladenská v té době nekončila u křižovatky s ulicí Vokovickou, ale pokračovala po trase dnešní Evropské ulice dále směrem na západ.
V roce 1967 došlo k významným stavebním úpravám. Spojením a přestavbou několika ulic již existujících vznikla ulice v dnešní podobě. Spojeny byly stávající ulice Velvarská (úsek od Vítězného náměstí po křižovatku s ulicí Horoměřickou), celá výše zmíněná ulice Na Červeném Vrchu, nově vzniklá komunikace v úseku od křižovatky s ulicí Horoměřická ke křižovatce s ulicí Vokovická (nádraží Praha-Veleslavín), poskytující tak alternativu k již existující paralelní Kladenské ulici, a část ulice Kladenské od Vokovické až k hranicím města. Tato nová komunikace byla pojmenována Leninova, na počest komunistického politika a vůdce bolševické strany Vladimira Iljiče Lenina, a byla do ní přeložena i původní tramvajová trať z Vítězného náměstí do Liboce, která do té doby vedla Kladenskou ulicí.
V roce 1986 bylo vybudováno prodloužení komunikace od jejího tehdejšího konce nacházejícího se u křižovatky s Drnovskou s Letištěm Praha-Ruzyně, respektive ulicí Aviatická. Od roku 1991 nese třída pojmenování Evropská.
28. října 2008 proběhla na třídě vojenská přehlídka v souvislosti s oslavami devadesátého výročí vzniku Československa.
Jednalo se o první oficiální vojenskou přehlídku od roku 1985. Ulicí prošly útvary vojska Armády České republiky a záchranářů, nad ulicí proletěly stíhací letouny Vzdušných sil Armády České republiky.

## Propad vozovky v červenci 2012
Dne 8. července 2012 se krátce před polednem propadla část ulice. Propad vznikl u křižovatky s ulicí Horoměřickou, v místě přímo nad razicím štítem nového úseku linky metra A. V místě propadu vozovky se následně vytvořila až pět metrů hluboká díra. Skutečnost, že propad vozovky zapříčinily probíhající práce na novém metru, společnost Metrostav odmítla s vysvětlením, že „příčinou propadu je pravděpodobně porucha na kanalizační stoce a dlouhodobá intenzivní srážková činnost“. Silnice musela být následně pro veškerou dopravu uzavřena. Není však vyloučeno, že k nehodě přispěla kombinace otřesů v podzemí a dešťů z předešlých dnů, kvůli kterým se začaly ve stejné době například uvolňovat i skalní bloky v nedaleké přírodní rezervaci Divoká Šárka.
Doprava v ulici byla obnovena do týdne. V souvislosti s následnými opravami komunikace byly objeveny nové dutiny pod vozovkou v opačném směru.
Poklesy vozovky o velikosti asi 20 cm se v minulosti na této vozovce vyskytly již několikrát. Jejich oprava byla řešena přiasfaltováním inkriminovaného místa.

## Významné budovy a místa
Ve směru od Vítězného náměstí ke křižovatce s Pražským okruhem:
- Vítězné náměstí
- oblast Vítězné náměstí:
  - autobusový terminál u stanice metra Dejvická
  - České vysoké učení technické v Praze (ČVUT)
  - Centrum ambulantní a zdravotnické péče Ústřední vojenské nemocnice
  - Generální štáb Armády České republiky
- PPF Gate (sídlo společnosti PPF)
- Masarykova kolej
- budova Benešova státního reálného gymnázia (dnes Vyšší odborná škola pedagogická a sociální, Střední odborná škola pedagogická a Gymnázium Praha 6)
- usedlost Hadovka
- park Hadovka
- náměstí Bořislavka
- sídliště Červený Vrch
- nádraží Praha-Veleslavín
- Hotel Krystal, Centrum doktorských a manažerských studií Univerzity Karlovy
- Budova CUBE (dříve Koospol)
- vodní nádrž Džbán
- budova José Martího 31 („vokovická Sorbonna“):
  - Fakulta tělesné výchovy a sportu Univerzity Karlovy (FTVS) (dříve Vysoká škola politická ústředního výboru Komunistické strany Československa)
  - Fakulta humanitních studií Univerzity Karlovy (FHS)
  - dříve sídlo Muzea dělnického hnutí
- vozovna Vokovice
- přírodní rezervace Divoká Šárka
- sídliště Na Dědině
- Alej 90
- pomník Rudé armády
- Pražský okruh
- OC Šestka

## Zajímavosti
Při rekonstrukci Evropské v letech 1964–1972 se řešilo výtvarné pojetí výsledné podoby. Bylo rozhodnuto umístil podél ulice díla českých umělců, kterých pro tuto zakázku bylo osloveno 46. Některá díla však nebyla osazena a některá jsou již zničena nebo odstraněna.

## Galerie

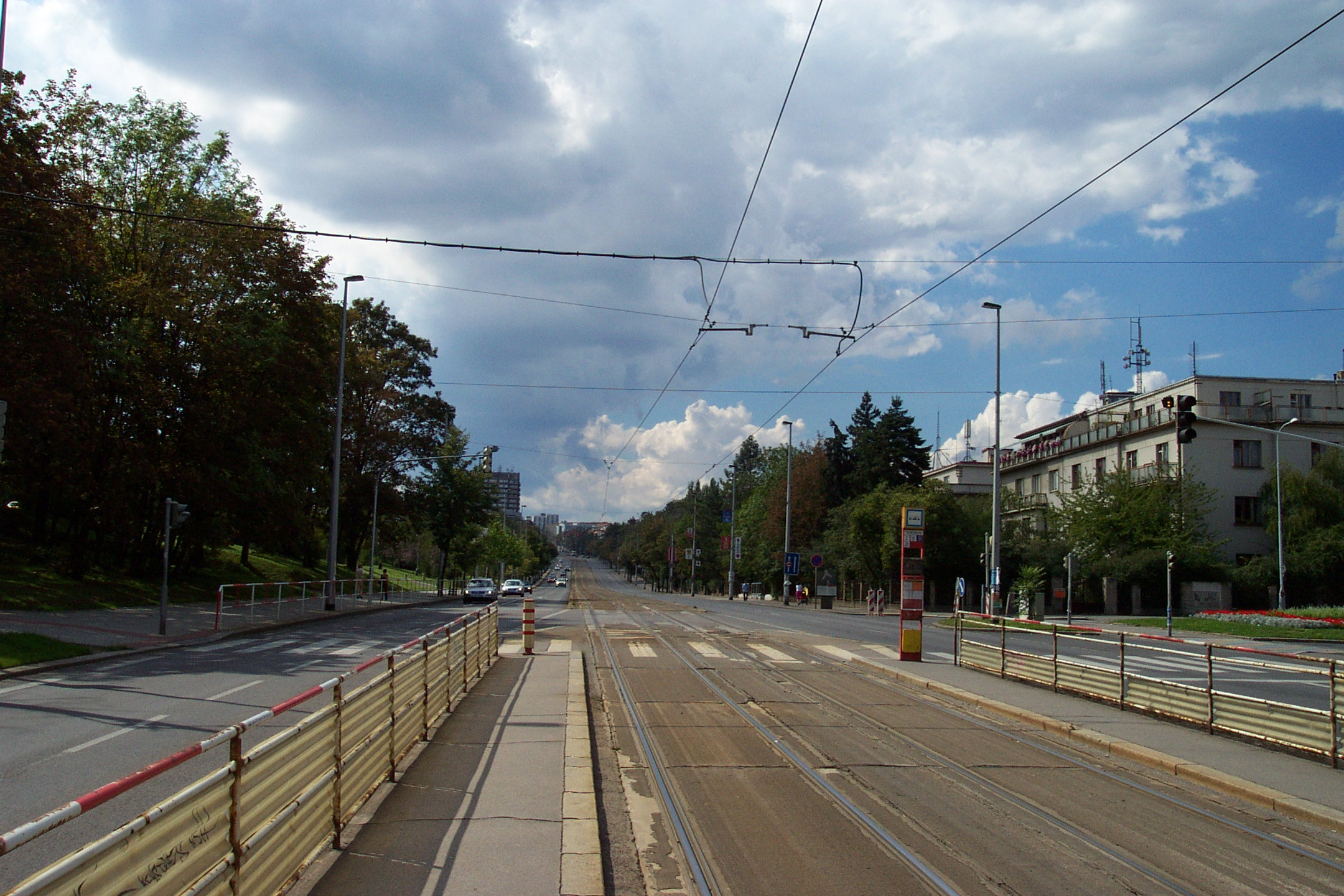
Pohled na třídu z Dejvic směrem k Červenému vrchu
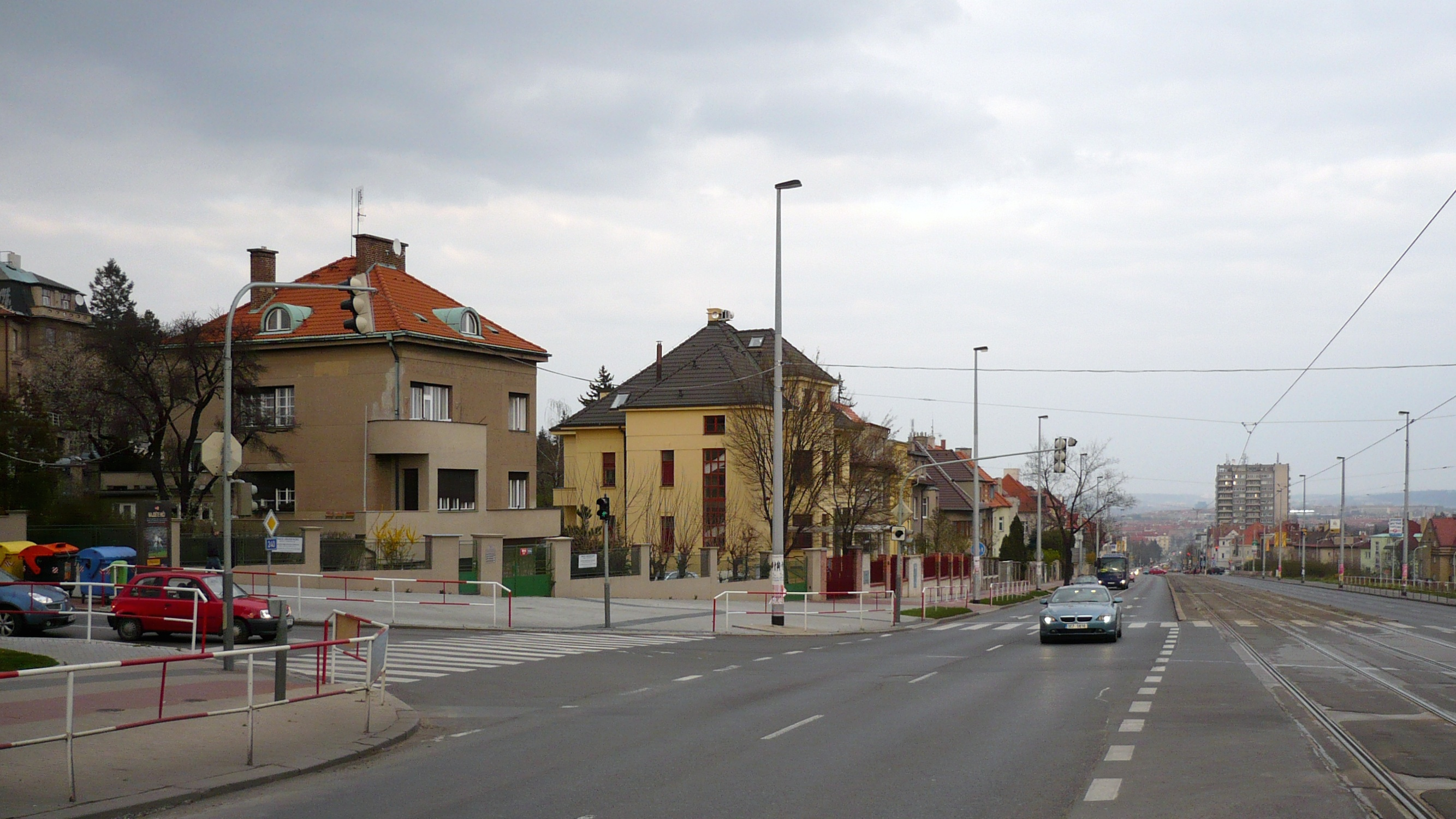
Pohled na východ směrem k Vítěznému náměstí (situace před stavbou metra)
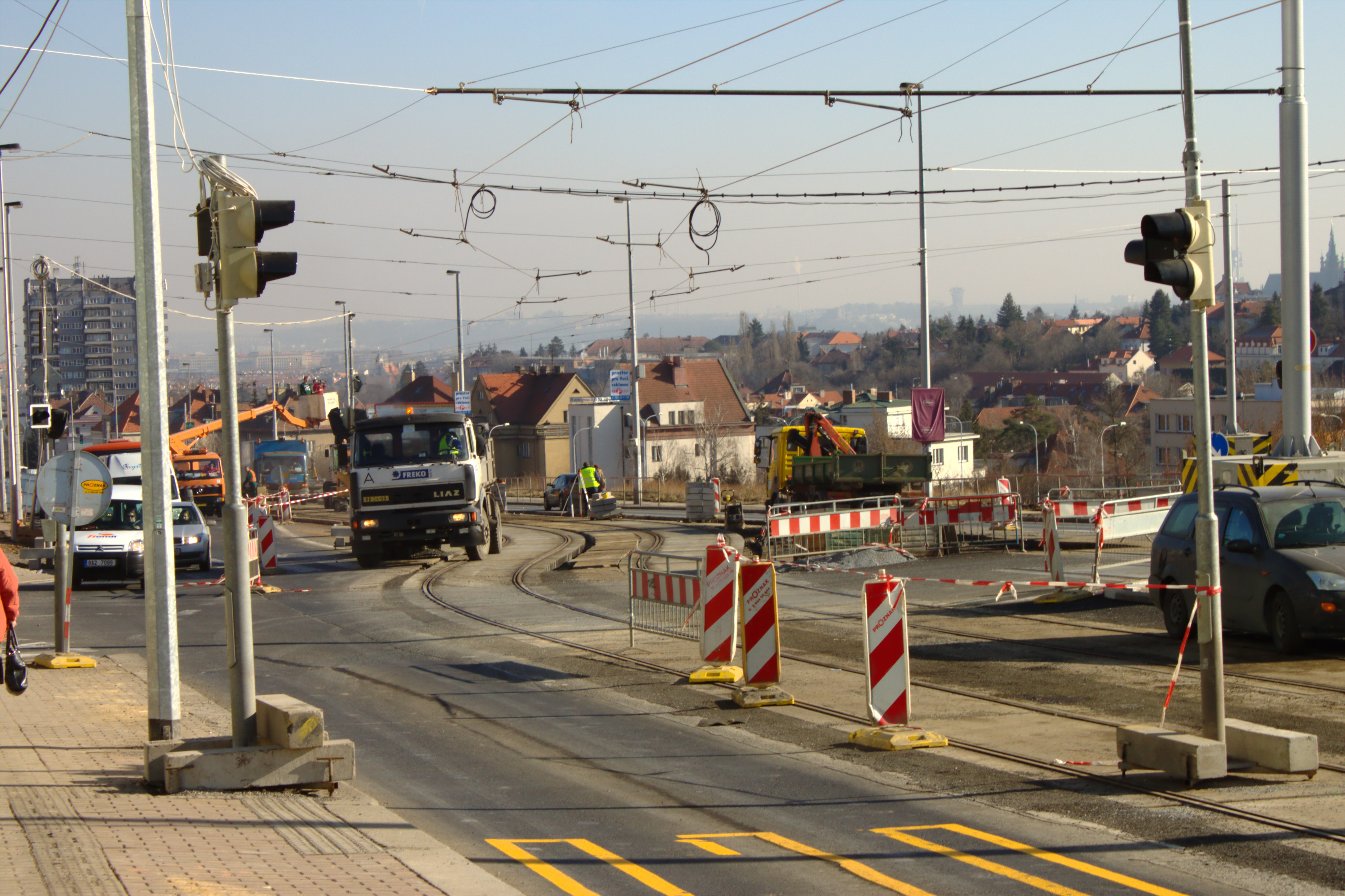
Dopravní opatření při stavbě metra u křižovatky s ulicí Horoměřická, v pozadí se nachází místo propadu vozovky z července 2012
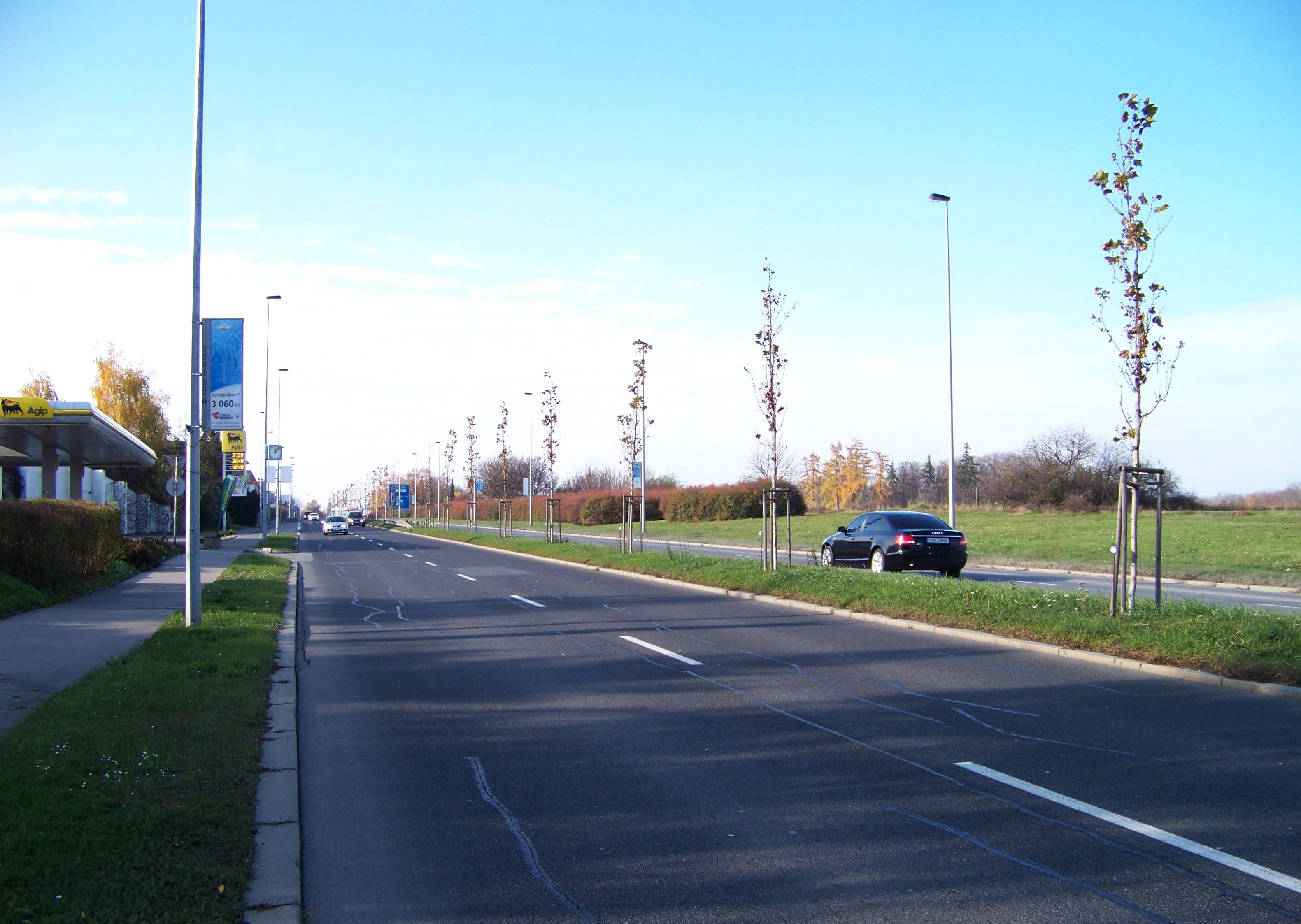
Alej 90, alej 90 platanů vysazených ve středovém pásu ulice roku 2010, věnované významným osobnostem spjatým s Prahou 6